# Eudistoma surinamense
Eudistoma surinamense is een zakpijpensoort uit de familie van de Polycitoridae. De wetenschappelijke naam van de soort is voor het eerst geldig gepubliceerd in 1978 door Millar.